# Netta Barzilai
Netta Barzilai (en hebreo: נטע ברזילי) (Hod HaSharon, Israel; 22 de enero de 1993), más conocida monónimamente como Netta, es una compositora, cantante y DJ israelí, conocida principalmente por ser la ganadora del Festival de la Canción de Eurovisión 2018, celebrado en mayo de 2018 en Lisboa, como representante de Israel con su canción «Toy», que fue el cuarto triunfo de la historia del país oriental en el certamen. Netta ganó, asimismo, la quinta temporada del concurso de canto israelí HaKokhav HaBa, consiguiendo ser la representante de Israel en Eurovisión.

## Biografía

### Antepasados
El bisabuelo paterno de Netta, Natan Barzilai, mercante de trigo, era de la ciudad polaca de Tomaszów Lubelski, en el sudeste del país, casi en la frontera con Ucrania. Su apellido original era Szpisajzen, aunque lo cambió por Barzilai, ambos significando lo mismo: herrero. Se mudó a Israel en 1934, donde falleció. Un hijo de Natan, Pinhas Barzilai, abuelo paterno, se casó con la que sería la abuela de Netta, Ilana Barzilai.
Por el lado de su madre, su tatarabuelo Benjamin Seror era originario de Trípoli. Poseía una fábrica de jabón. Fue el bisabuelo materno de Netta, Moshe Galamin, el que se mudó a Israel en 1949. Su mujer y sus seis hijos se fueron con él poco después. Una de esas hijas se casaría con Rabbi Yesoha Bardugo, abuelo materno de Netta. Él proviene de Mequínez, en Marruecos, descendiente de una línea de rabbis de más de 300 años de historia.

### Primeros años
Barzilai nació y creció junto a sus dos hermanos en la ciudad de Hod HaSharon en Israel, en el seno de una familia judía. Su madre proviene de una familia sefardí, descendiente de judíos marroquíes y libios, mientras que su padre proviene de una familia asquenazí, descendiente de judíos polacos. A temprana edad se mudó con su familia a Nigeria, donde vivió durante cuatro años, dado que su padre, ingeniero de profesión, trabajaba en un proyecto para Solel Boneh, una de las más antiguas constructoras israelíes.
De vuelta en Hod HaSharon, estudió en el Instituto Hadarim. Ella misma ha explicado que su infancia estuvo marcada por las burlas y el acoso de compañeros de clase por su físico, el fracaso de las dietas de adelgazamiento y por periodos de bulimia. Sin embargo, al descubrir el mundo del canto, encontró una ayuda para superar la situación.
En su juventud fue aprendiz y consejera en el movimiento juvenil Ramatayim y en el movimiento juvenil Hanoar Haoved Vehalomed. Antes de su alistamiento en las Fuerzas de Defensa de Israel, pasó un año de servicio en el movimiento juvenil Tarbut en la Garin Nahal, para después realizar su servicio militar obligatorio en la banda musical de la Marina de Israel. Estudió en la Escuela de Jazz y Música Contemporánea Rimon, una de las más prestigiosas del país, aunque no completó ningún grado.

### Carrera

#### HaKokhav HaBa
En septiembre de 2017, Barzilai realizó una audición para el concurso televisivo HaKokhav HaBa, concretamente para la quinta temporada, la selección israelí para el Festival de la Canción de Eurovisión. Cantó entonces la canción "Rude Boy", de la cantante estadounidense Rihanna. Recibió el 82% de los votos de los telespectadores, consiguiendo un pase para la segunda gala. Allí cantó "Hey Mama", del DJ francés David Guetta. En febrero de 2018, interpretó "Wannabe", del grupo Spice Girls y, aunque perdió un duelo contra Ricky Ben Ari, avanzó de gala gracias al voto del jurado.
En la final del programa, la noche del 13 de febrero de 2018, Barzilai interpretó una mezcla de las canciones "Gangnam Style", del coreano PSY, y "Tik Tok", de Kesha. Recibió por ello 210 puntos de jurado y audiencia. Con ellos, se impuso como ganadora del certamen, consiguiendo el derecho a representar al país en el Festival de la Canción de Eurovisión de 2018.

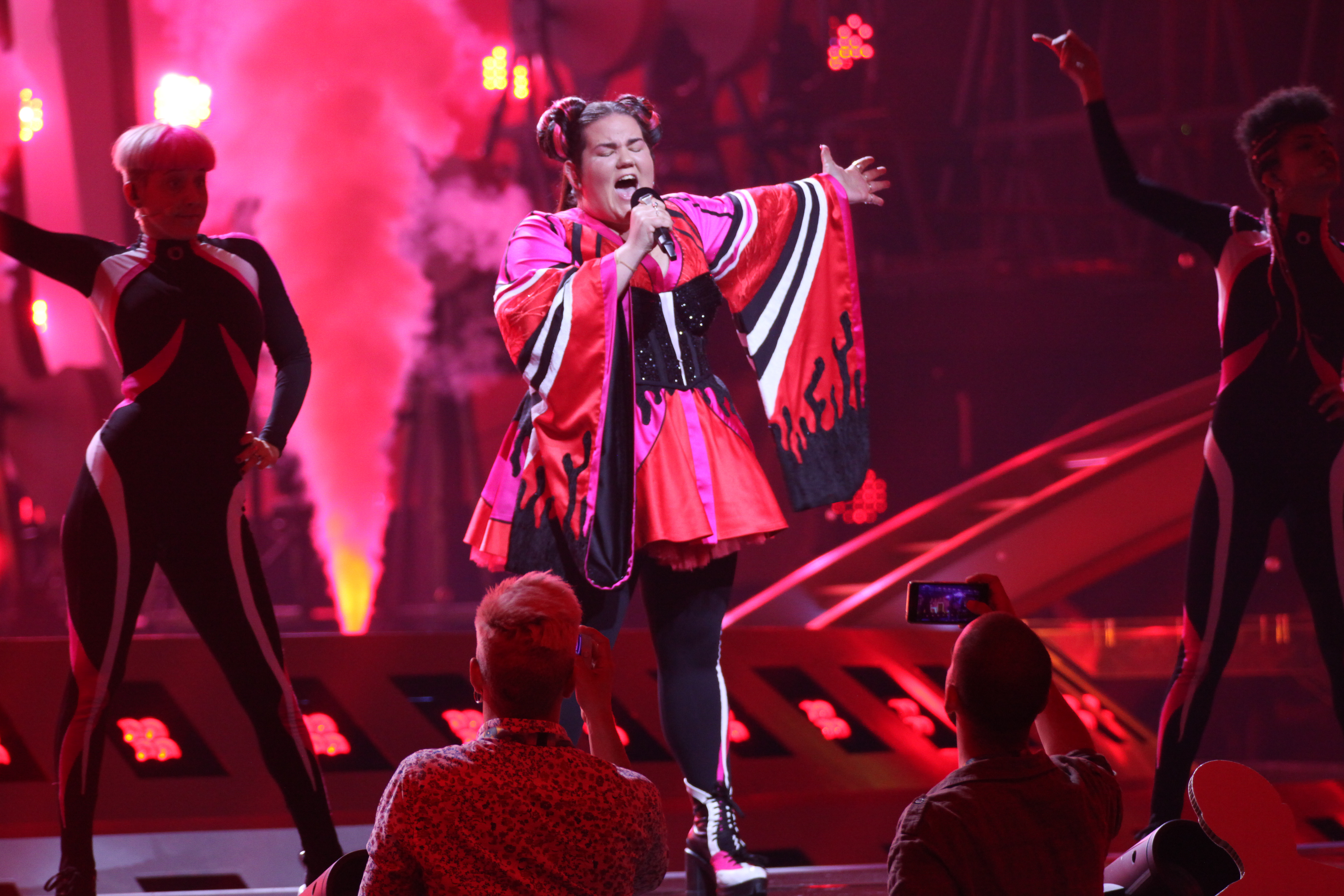
Netta Barzilai, acompañada de sus bailarinas, durante su actuación en la final de Eurovisión 2018

#### Festival de la Canción de Eurovisión 2018
Ya como representante israelí, Netta comenzó a trabajar en su canción para el certamen. El 25 de febrero de 2018, se desveló que la canción con la que actuaría se llamará "Toy" y estaría en inglés, a excepción de una frase, que sería en hebreo: אני לא בובה (ani lo buba, "no soy una muñeca") y סטפה (stefa, "taco de billetes"). Durante toda la canción, se oyen frases de afirmación femenina como "no soy tu juguete, chico estúpido" o "mírame, soy una criatura hermosa", haciendo referencia a su pasado. En su composición, Barzilai fue ayudada por Doron Medalie y Stav Beger.
El 11 de marzo de 2018, la canción "Toy" se publicó. Pese a ser caracterizada por el uso de su looper, la cantante tuvo que adaptar su canción a su actuación en directo, dado que las leyes del concurso prohíben la utilización de sonidos pregrabados, exigiendo una actuación completamente en directo. Su vídeo en la plataforma YouTube ya había recibido más de 20 millones de visitas dos meses antes del concurso. Fue, de hecho, el vídeo más popular de todos los presentados al concurso. El 14 de abril de ese mismo año, Netta actuó en Eurovision in Concert, la conocida como "pregala" de Eurovisión, en Ámsterdam. Cuatro días después, cantó la canción Hora Heachzut en el 70 aniversario de la creación del Estado de Israel.
El 8 de mayo de 2018, Netta participó en el puesto 7 de la primera semifinal del Festival de la Canción de Eurovisión 2018, arrasando con 283 puntos y el primer puesto, lo que la envió de cabeza a la gran final. Cuatro días más tarde, el 12 de mayo de 2018, en la final de Eurovisión 2018, celebrada en Lisboa, actuó en el puesto 22. Su vestido estuvo inspirado de la cultura japonesa, así como su escenografía, colocando detrás una estantería llena de maneki-nekos dorados. Obtuvo un total de 529 puntos, 212 provinientes del jurado internacional y 317 del televoto, lo que le otorgó la victoria del certamen. Eso supuso una diferencia sustancial, de casi 100 puntos, con el segundo puesto, "Fuego", de la chipriota Eleni Foureira, y de casi 200 con el bronce, conseguido por el austríaco César Sampson, con "Nobody but You".
Como curiosidad, Netta se quedó en el quinto puesto del premio Barbara-Dex, un premio humorístico que es otorgado por los fanes al "artista peor vestido" durante la actuación en el certamen.

## Discografía

### Sencillos
| Año  | Título                | Posición | Posición | Posición | Posición | Posición | Posición | Posición | Posición | Posición | Posición |
| Año  | Título                | Israel   | Bélgica  | Francia  | Holanda  | Noruega  | España   | Suecia   | Suiza    | RU       | EE. UU.  |
| ---- | --------------------- | -------- | -------- | -------- | -------- | -------- | -------- | -------- | -------- | -------- | -------- |
| 2018 | «Toy»                 | 1        | 29       | 16       | 60       | 19       | 16       | 5        | 34       | 49       | 1        |
| 2019 | «Bassa Sababa»        | 1        | —        | —        | —        | —        | —        | —        | —        | —        | 3        |
| 2019 | «Nana Banana»         | 1        | —        | —        | —        | —        | —        | —        | —        | —        | —        |
| 2019 | «BEG» (con Omer Adam) | 1        | —        | —        | —        | —        | —        | —        | —        | —        | —        |
| 2020 | «Ricki Lake           | 1        | —        | —        | —        | —        | —        | —        | —        | —        | —        |
| 2020 | «Cuckoo »             | 1        | —        | —        | —        | —        | —        | —        | —        | —        | —        |

## Premios
| Año  | Trabajo Realizado             | Premiación                                             | Resultado |
| ---- | ----------------------------- | ------------------------------------------------------ | --------- |
| 2018 | «Toy»                         | Acum's Award For Outstanding International Achievement | Ganadora  |
| 2018 | «Toy»                         | Festival de la Canción de Eurovisión                   | Ganadora  |
| 2018 | TikTok/Gangnam Style (Mashup) | HaKokhav HaBa                                          | Ganadora  |